# Нантски университет
Нантският университет (на френски: Université de Nantes) е френски държавен университет в град Нант.

## История
Университетът е един от най-старите във Франция. Основан е на 4 април 1460 г. от Франсоа II. През 17 и 18 век университетът многократно е преструктуриран. Откриват се първите факултети по медицина и технологични науки. Нантският университет премества свои структури във френския град Рен. През 1793 г. университетът за няколко години е затворен. Учебните мероприятия са се провеждали в създадените висши училища в града. Университетът в Нант е преструктуриран и през 1961 година. На следващата година Мишел Дебре основава факултетът по науки. През следващите години се създават факултет по хуманитарни науки и право. Кампусът на университета е построен в областта Ердре в околностите на Нант.
В днешно време, в университета се изучават около 34 500 студенти, от които 10% са международни студенти от около 110 държави.

## Структура
- Факултет по медицина
- Факултет по фармация
- Факултет по психология
- Факултет по наука и технологии
- Факултет по право и политически науки